# IV. Konstantin örmény király
IV. Konstantin (1324 – 1373. március) vagy más számozás szerint VI. Konstantin, örményül: Կոստանդին Ե, franciául: Constantin VI d'Arménie, örmény király. III. (Neghiri) Konstantin örmény király elsőfokú unokatestvére. Szaven-Pahlavuni-dinasztia neghiri ágának a tagja.

## Élete
Apja Hetum, Neghir ura, Konstantinnak, Neghir és Partzerpert urának, I. Hetum örmény király öccsének és Konstantin örményországi régens legkisebb fiának a harmadszülött fia. Édesanyja ismeretlen származású és nevű ciprusi úrnő.
1365-ben, hároméves interregnum után választották örmény királlyá az 1344-ben meggyilkolt II. (Lusignan) Konstantin unokaöccsével, Lusignan Leóval szemben.
1368-ban azonban a IV. Konstantinnal elégedetlen örmény nemesek felajánlották I. Péter ciprusi királynak az örmény trónt, amelyet ő el is fogadott, és előkészületeket tett az örményországi utazás érdekében. A Péterrel elégedetlen ciprusi bárók viszont merényletet készítettek elő Péter ellen, és 1369. január 16-án nicosiai palotájában álmában rajtatörtek és meggyilkolták. A gyilkosságba be volt avatva Péter két öccse, János és Jakab, de édesanyja, Ibelin Aliz anyakirályné nem tudott a tervről. Péter özvegye, Eleonóra királyné lett ekkor a kiskorú fiuk, a 12 éves II. Péter nevében a régens sógorával, János herceggel együtt, akinek nem bocsátotta meg a férje elleni merényletet, és 1375-ben genovai segédlettel meggyilkoltatta.
IV. Konstantin 1369-ben feleségül vette Oghruy Máriát, Korikoszi Máriának, az Idősebb Mária királynénak, III. (Neghiri) Konstantin örmény király özvegyének az unokahúgát, aki az Ifjabb Mária királyné címet viselte, de házasságuk gyermektelen maradt.
IV. Konstantin uralkodásának végére a kilikiai Örmény Királyság területe csak két városra zsugorodott: a főváros, Szisz és Anazarbe tartozott a fennhatósága alá. A királyt hazaárulással vádolták, hogy az országát át akarja játszani az egyiptomiak kezére, ezért a vele elégedetlen örmény nemesek összeesküvést szőttek ellene, és 1373 márciusában meggyilkolták. Halála után újabb másfél éves interregnum következett, amikor újra Korikoszi Mária, feleségének a nagynénje uralkodott régensként, 1374-től II. (Lusignan) Konstantin egy másik unokaöccsével, Lusignan Bertalannal együtt, míg végül a IV. Konstantinnal szemben alulmaradt Lusignan Leó 1374 júliusában V. Leó néven el nem foglalta a trónt, aki viszont nem tudott ellenállni az egyiptomi túlerőnek, és ennek következtében 1375 áprilisában hosszú időre megszűnt az örmény állami lét.